# Antony Auclair
Pour les articles homonymes, voir Auclair.
(en) Statistiques sur pro-football-reference
Antony Auclair, né le 28 mai 1993 à Notre-Dame-des-Pins dans la province de Québec, est un joueur canadien de football américain qui a évolué au poste de tight end pendant six saisons dans la National Football League (2017-2022).

## Biographie

### Carrière universitaire
Il a joué au niveau universitaire pour le Rouge et Or de l'Université Laval de 2013 à 2016 où il remporte à deux reprises la Coupe Vanier.

### Carrière professionnelle

#### Buccaneers de Tampa Bay
Non sélectionné lors de la draft 2017 de la NFL, il signe néanmoins un contrat avec les Buccaneers de Tampa Bay le 1er mai 2017. Il parvient à intégrer l'effectif des 53 joueurs pour la saison 2017, devenant le premier joueur du Rouge et Or à intégrer une équipe de la NFL. Durant la saison, il joue 8 matchs dont 3 en tant que titulaire et réussit 2 réceptions pour un gain total de 25 yards. La saison suivante, il effectue 7 réceptions pour un gain cumulé de 48 yards en 16 disputés.
En 2019, il se blesse à un orteil face aux Seahawks de Seattle et est placé sur la liste des réservistes blessés. Il doit se faire opérer ce qui met fin à sa saison. Il a participé à 8 matchs, réussissant 11 réceptions pour un gain total de 84 yards bien qu'il ait surtout été utilisé en situations de bloc sur la ligne offensive.
Le 16 mars 2020, il signe une extension de contrat d'un an avec les Buccaneers pour un montant d'1,2 million de dollars dont 800 000 sont garantis,.
Le 7 février 2021, il remporte le Super Bowl LV, les Buccaneers de Tampa Bay battant les Chiefs de Kansas City sur le score de 31 à 9. Il est le deuxième québécois à remporter un Super Bowl après Laurent Duvernay-Tardif.

#### Texans de Houston
Le 14 avril 2021, il signe un contrat avec les Texans de Houston. Il est libéré le 31 août mais intègre ensuite l'équipe d'entraînement avant de rejoindre l'effectif principal le 21 septembre.
Le 30 mars 2022, il resigne avec les Texans mais est finalement libéré le 30 août 2022.

#### Titans du Tennessee
Le 31 octobre 2022, il signe un contrat avec les Titans du Tennessee pour intégrer leur équipe d'entraînement, mais est libéré le 21 novembre.

### Retraite
Le 1er février 2024, il annonce sa retraite du football professionnel de la NFL.